# رزیدنت اویل: مرثیه
رزیدنت ایول: مرثیه یک بازی ویدئویی رو به انتشار به سبک ترس و بقا است که توسط شرکت کپ‌کام توسعه و منتشر خواهد شد. این یازدهمین بازی اصلی در مجموعه بازی‌های رزیدنت ایول است که پس از رزیدنت ایول روستا (۲۰۲۱) منتشر می‌شود.
این بازی در جشنواره بازی‌های تابستانی ۲۰۲۵ معرفی شد. این بازی دارای شخصیت اصلی جدیدی به نام گریس اشکرافت، مأمور اف‌بی‌آی است که برای بررسی مرگ‌های مرموز در هتلی اعزام می‌شود - همان هتلی که مادرش ۸ سال پیش در آن جان باخته است. بازی قرار است در تاریخ ۲۷ فوریه ۲۰۲۶ (۸ اسفند ۱۴۰۴) برای پلی‌استیشن ۵، ویندوز و ایکس‌باکس سری اکس/اس منتشر شود.

## توسعه
این بازی به عنوان بخشی از استراتژی بلندمدت کپ‌کام به موازات چندین عنوان دیگر رزیدنت ایول در حال توسعه بوده است. ابتدا برای اواخر ۲۰۲۳ برنامه‌ریزی شده بود، اما به ۲۰۲۴ موکول شد.
در ۱ ژوئیه ۲۰۲۴، کپکام اعلام کرد نسخه اصلی بعدی با کارگردانی کوجی ناکانیشی در دست ساخت است. این بازی در ۶ ژوئن ۲۰۲۵ در جشنواره بازی‌های تابستانی رونمایی شد و تاریخ انتشار آن ۲۷ فوریه ۲۰۲۶ تعیین گردید. تریلر بازی ویرانه‌های شهر راکون را پس از اتفاقات رزیدنت اویل ۳ نشان می‌دهد.